# Carnival Glory (schip, 2003)
De Carnival Glory is een cruiseschip van Carnival Cruise Lines en is een schip uit de Conquestklasse. Het schip werd gebouwd door scheepsbouwer Fincantieri in Italië.

## Indeling
60% van de kajuiten biedt uitzicht op zee en 60% daarvan heeft een eigen balkon.
De Carnival Glory stond in januari 2010 in het droogdok. De reden hiervan was dat de romp van het schip, zowel boven als onder water was verouderd en moest worden gerenoveerd. Onder water werd ook de romp opnieuw geschilderd. Het schip kreeg zijn eigen Seaside Theater op het Lido-deck, dat uitzicht op het zwembad biedt. Ook kreeg het schip de Circle Club C voor kinderen van 12 tot 14 jaar en 18 extra balkonkajuiten.

## Cruises
Sinds 2009 is New York de thuishaven van de Glory Miami. Het schip maakt 7-daagse cruises van Miami en Canada naar de Caraïben en vaart van New York naar Engeland. Vanaf november 2009 voer de Glory vanaf Miami, om daar de Carnival Triumph te vervangen en ook om in Port Canaveral plaats te maken voor zijn zusterschip, de Carnival Dream. Gedurende de zomer in juni 2010 begon de Glory met cruises vanaf New York, om de Triumph te vervangen voor cruises naar Canada. De Glory maakt in oktober en mei ook afvaarten van Norfolk.

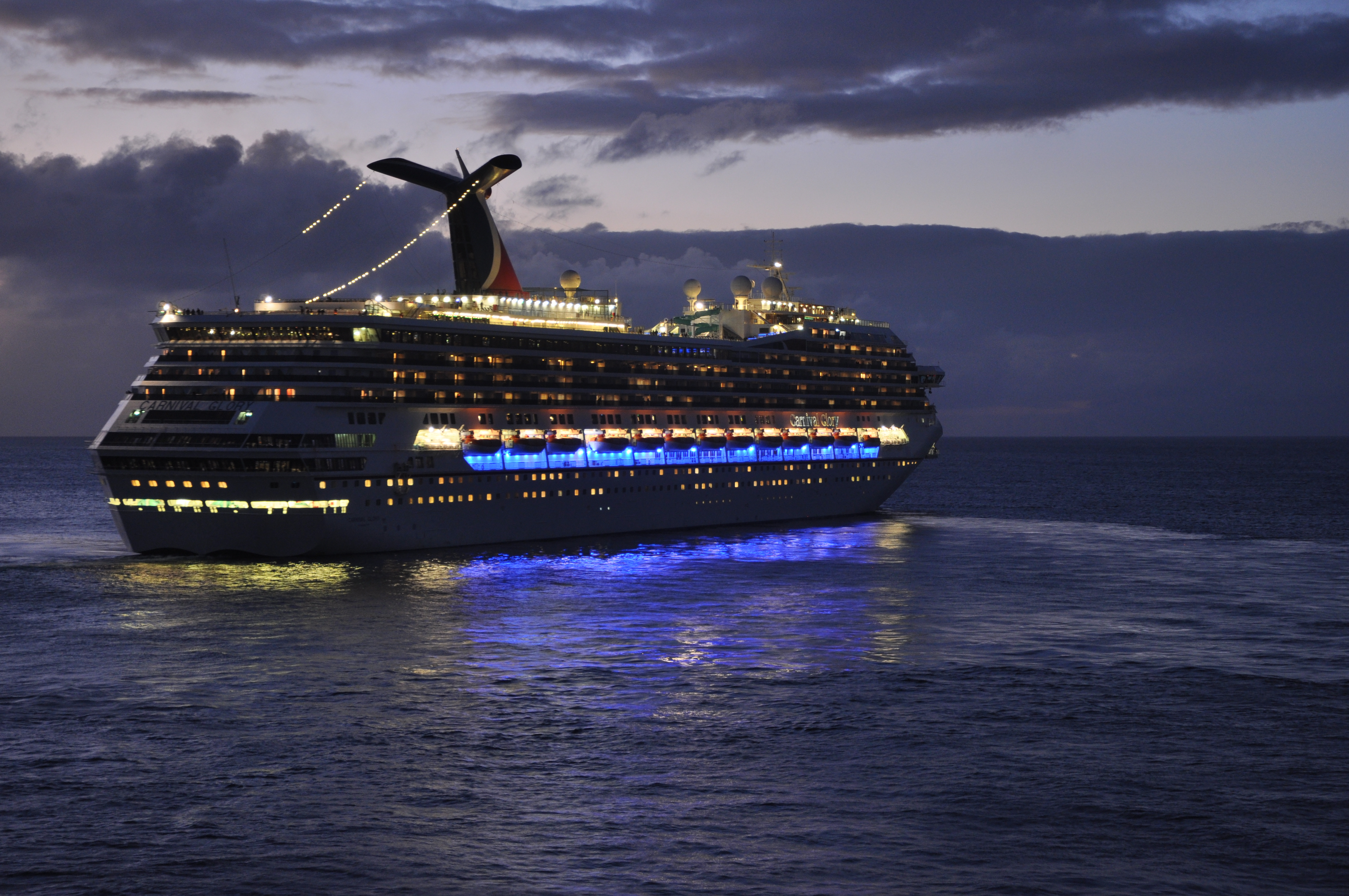
Het schip bij nacht